# 6779 Perrine
6779 Perrine è un asteroide della fascia principale del diametro medio di circa 15,3 km. Scoperto nel 1990, presenta un'orbita caratterizzata da un semiasse maggiore pari a 2,2558534 UA e da un'eccentricità di 0,1071310, inclinata di 1,84636° rispetto all'eclittica.